# دنی اندرسن
دنی اندرسن (انگلیسی: Danny Andersen؛ زادهٔ ۲۹ ژانویهٔ ۱۹۸۳) بازیکن فوتبال اهل دانمارک است که برای اف‌آ ۲۰۰۰ بازی می‌کند. 